# Зовнішня пам'ять

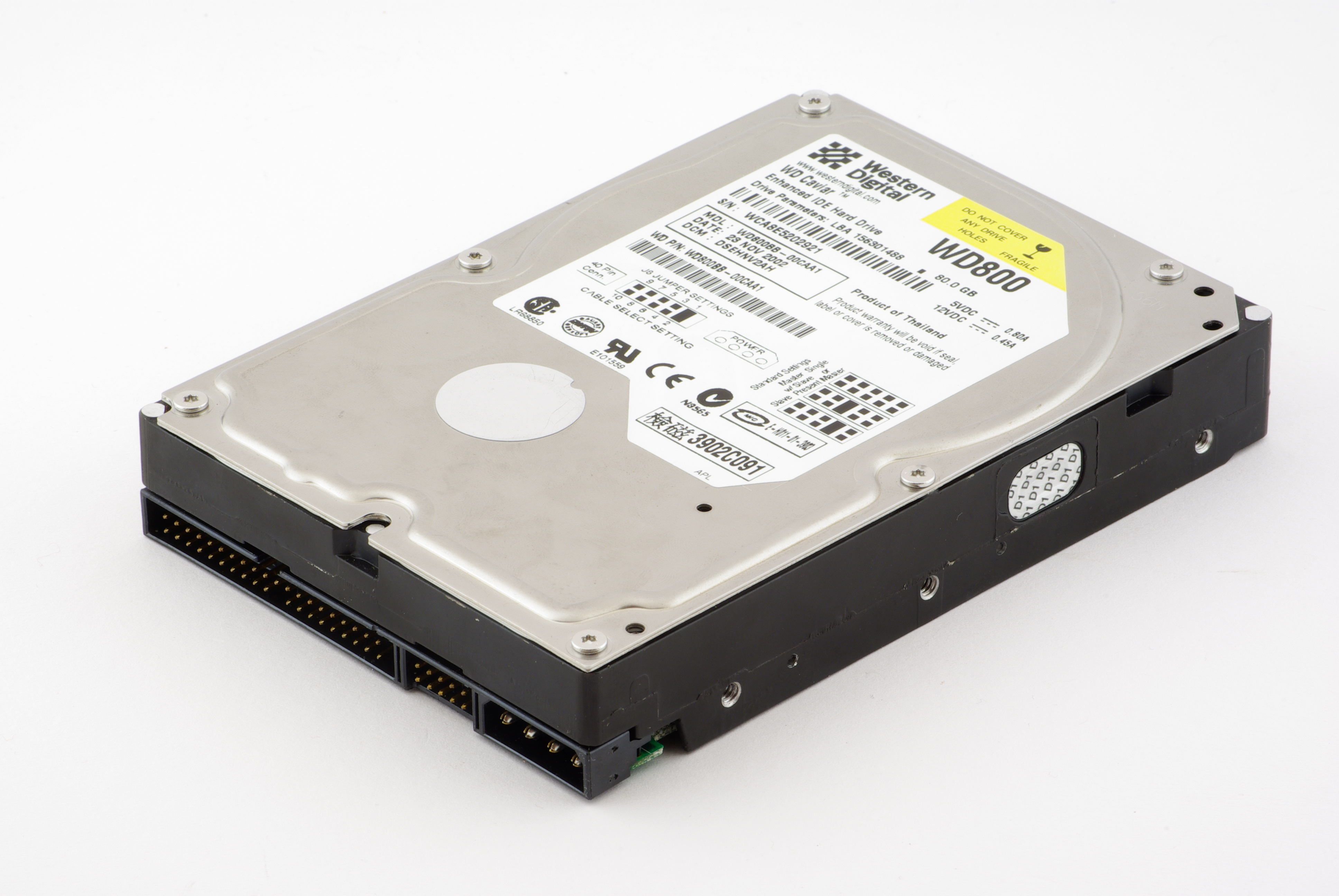
Зовнішня пам'ять у вигляді жорсткого диска (HDD)

Зовнішня пам'ять (англ. external memory або англ. auxiliary memory) — це комп'ютерна пам'ять, що реалізована у вигляді зовнішніх, відносно материнської плати, пристроїв із різними принципами збереження інформації і типами носія, призначених для довготривалого зберігання інформації. Зокрема, в зовнішній пам'яті зберігається все програмне забезпечення комп'ютера. Пристрої зовнішньої пам'яті можуть розміщуватись як в системному блоці комп'ютера так і в окремих корпусах. 
Фізично зовнішня пам'ять реалізована у вигляді накопичувачів. Накопичувачі — це запам'ятовуючі пристрої, призначені для тривалого (що не залежить від електроживлення) зберігання великих обсягів інформації. Ємність накопичувачів в сотні разів перевищує ємність оперативної пам'яті або взагалі необмежена, якщо мова йде про накопичувачі зі змінними носіями.
Накопичувач можна розглядати як сукупність носія та відповідного приводу. Розрізняють накопичувачі зі змінними і постійними носіями. 
- Привід — це поєднання механізму читання-запису з відповідними електронними схемами керування. Його конструкція визначається принципом дії та виглядом носія.
- Носій — це фізичне середовище зберігання інформації, на зовнішній вигляд може бути дисковим або стрічковим.

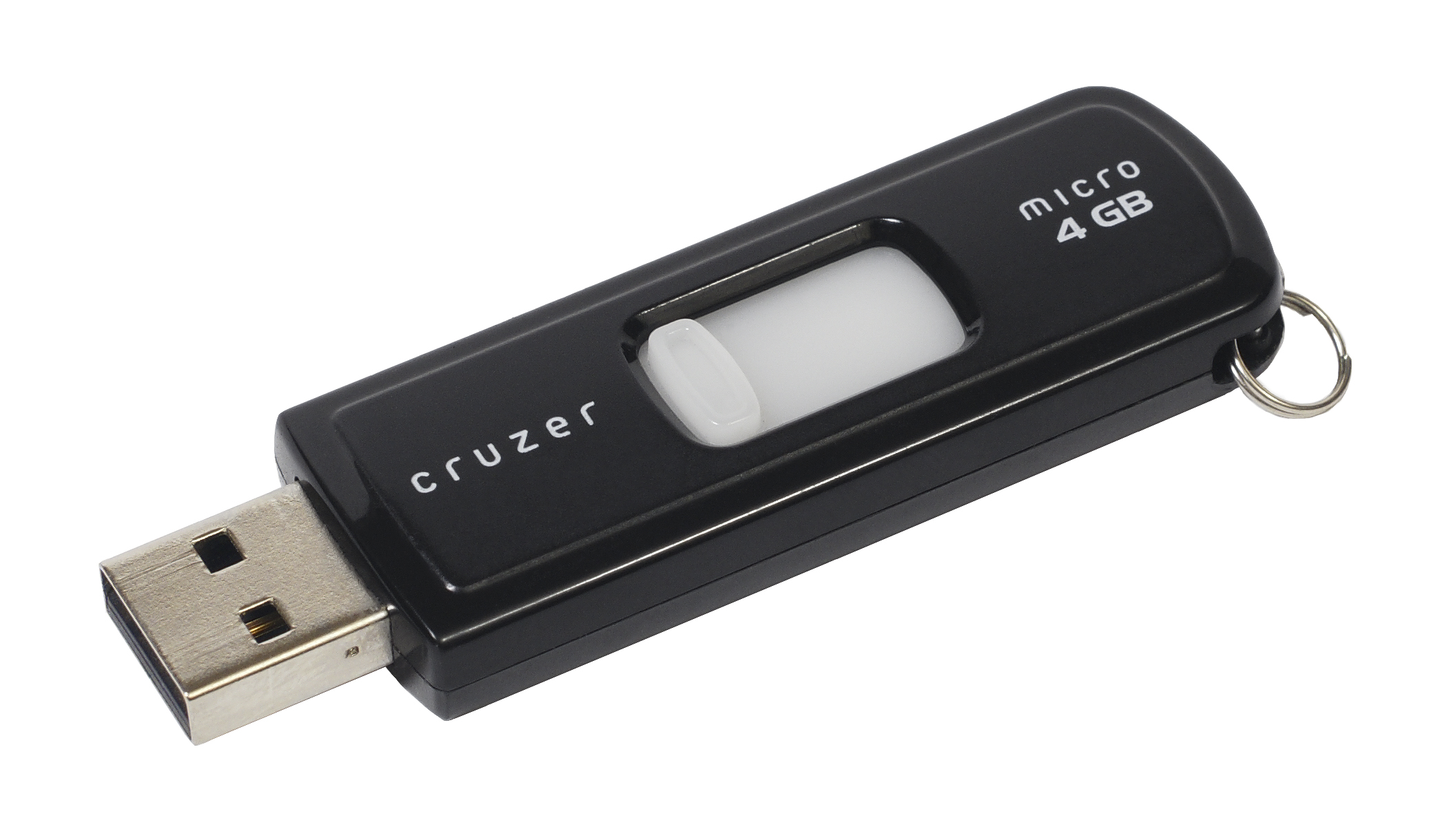
USB-флеш-накопичувач

За принципом запам'ятовування розрізняють магнітні, оптичні та магнітооптичні носії. Стрічкові носії можуть бути лише магнітними, у дискових носіях використовують магнітні, магнітооптичні та оптичні методи запису-зчитування інформації.
Найпоширенішими є накопичувачі на магнітних дисках, які поділяються на накопичувачі на жорстких магнітних дисках (НЖМД) та накопичувачі на гнучких магнітних дисках, або дисководи, та накопичувачі на оптичних дисках, такі як накопичувачі CD-ROM, CD-R, CD-RW та DVD-ROM.